# Ingiustizia epistemica
L'ingiustizia epistemica' è una forma di ingiustizia legata all'ambito delle attività umane designate sotto il più ampio concetto di conoscenza. Può comprendere forme di ingiustizia come l'esclusione e il fallimento nel riconoscere le intenzioni comunicative di parlanti (in inglese, silencing); la distorsione sistematica o il travisamento di significati; la sottovalutazione dello status o della posizione di parlanti nelle pratiche comunicative; indebite distinzioni nella loro autorità; e forme di diffidenza infondate.
Una teoria recente sull’ingiustizia epistemica tra le più influenti è quella della filosofa britannica Miranda Fricker, che ha coniato il termine. Secondo Fricker esistono due tipi di ingiustizia epistemica: l’ingiustizia testimoniale e l’ingiustizia ermeneutica.
Concetti a questi legati includono l'oppressione la violenza epistemica.

## Origini del concetto
Sebbene il termine ingiustizia epistemica sia stato coniato nel 1999, filosofi e filosofe precedenti hanno avanzato concetti simili.
Vivian May ha sostenuto che l'attivista per i diritti civili Anna Julia Cooper nel 1890 anticipò il concetto quando dichiarò che alle donne nere venisse negato il pieno ed uguale riconoscimento come soggetti che esercitano attività legate alla conoscenza.
Gaile Pohlhaus Jr. cita il saggio di Gayatri Chakrovorty Spivak del 1988 "Can the Subaltern Speak?" come un'altra anticipazione del concetto di ingiustizia epistemica. Nel saggio, Spivak descrive la violenza epistemica, la quale si verifica quando alle persone subalterne viene impedito di essere portavoce dei propri interessi nella misura in cui altri, tipicamente non appartenenti allo stesso gruppo sociale, affermano di conoscere tali interessi.

## Ingiustizia testimoniale
L'ingiustizia testimoniale riguarda il grado di credibilità che assegniamo ad altri soggetti parlanti. Un’ingiustizia di questo tipo può verificarsi quando qualcuno viene ignorato, o non creduto, a causa del suo sesso, sessualità, genere, razza, disabilità. In generale, a causa della sua identità.
Miranda Fricker fa l'esempio del londinese Duwayne Brooks, che vide assassinare il suo amico Stephen Lawrence. Gli agenti di polizia arrivati sulla scena guardavano Brooks con sospetto. Secondo un'indagine ufficiale, "gli agenti non si sono concentrati sul signor Brooks e non hanno seguito energicamente le informazioni da lui fornite. Nessuno ha suggerito di utilizzarlo per perquisizioni nella zona, anche se sapeva dove erano stati visti gli aggressori l'ultima volta". Sembra che nessuno abbia cercato di calmarlo, o di accettare che quello che ha detto fosse vero." In altre parole, gli agenti di polizia non hanno considerato Brooks come un testimone credibile, presumibilmente in parte a causa di pregiudizi razziali. Un caso, secondo di Fricker, di ingiustizia testimoniale, che si verifica quando "il pregiudizio fa sì che chi ascolta assegni un livello di credibilità deflazionato alla parola di chi parla".
L’ingiustizia testimoniale è talvolta accompagnata da ingiustizia ermeneutica.

## Ingiustizia ermeneutica
L’ingiustizia ermeneutica è legata al modo in cui le persone interpretano la propria vita. (La parola ermeneutica deriva dalla parola greca che significa "interprete".)
L'ingiustizia ermeneutica si verifica quando le esperienze di qualcuno non sono ben comprese - dalla persona stessa o da altri soggetti. La ragione del deficit di comprensione riguarda la mancanza di concetti (conosciuti dal soggetto o da altri soggetti) tali da consentire l'interpretazione delle suddette esperienze. Possibili cause di tale mancanza sono all'esclusione storica di alcuni gruppi di persone da attività, come borsa di studio e giornalismo, che modellano il linguaggio che le persone usano per dare un senso alle loro esperienze.
Ad esempio, negli anni ’70, l’espressione molestie sessuali fu introdotta per descrivere qualcosa che molte persone, soprattutto donne, sperimentavano da tempo. Prima della introduzione di questo termine, una donna che abbia subito molestie sessuali avrebbe difficoltà a esprimere a parole la sua esperienza. Fricker sostiene che anche questa difficoltà non è casuale, ed è in gran parte dovuta all'esclusione delle donne dal plasmare la lingua inglese e dalla partecipazione equa nel giornalismo, nell'editoria, nel mondo accademico, nel diritto e in altre istituzioni e industrie che aiutano le persone a dare un senso alla propria vita. Dopo l'introduzione del termine molestia sessuale, la stessa donna che abbia subito molestie sessuali potrebbe essere in grado di capire meglio cosa le è successo; tuttavia, potrebbe avere difficoltà a spiegare questa esperienza a qualcun altro, perché il concetto di molestia sessuale non è ancora ben noto.
Fricker sostiene che la vita di alcune donne è meno comprensibile – a se stesse e/o agli altri – perché storicamente le donne hanno esercitato meno potere nel modellare le categorie attraverso le quali le persone comprendono il mondo. Afferma inoltre che questo valga anche per altri gruppi emarginati.
- Miranda Fricker
- José Medina
- Kristie Dotson
- Gaile Pohlhaus Jr.
- Elizabeth S. Anderson
- David Coady
- Carlo Mills
- Boaventura de Sousa Santos
- Sabelo J. Ndlovu-Gatsheni